# Eve's Love
Eve's Love (en hangul, 이브의 사랑) es una serie de televisión surcoreana emitida en 2015, protagonizada por Yoon Se Ah, Lee Jae Hwang, Kim Min Kyung, Yoon Jong Hwa y Lee Dong-ha. Fue trasmitida en su país de origen por MBC desde el 18 de mayo hasta el 30 de octubre de 2015, finalizando con una longitud de 120 episodios emitidos de  lunes a viernes a las 7:50 (KST).

## Reparto

### Principal
- Yoon Se Ah como Jin Song Ah.
- Lee Jae Hwang como Goo Kang Mo.
- Kim Min Kyung como Kang Se Na.
- Kim Young-hoon como Moon Hyun-soo.
- Lee Dong-ha como Goo Kang-min.
- Yoon Jong Hwa como Cha Geun Woo.

### Secundario
Familia de Song Ah
- Yang Geum Suk como Hong Jung Wok.
- Jin Seo-yeon como Jin Hyun Ah.[4]
- Yeo Hee Hyun como Jin Do Joon.

Familia de Se Na
- Lee Kyung Sil como Oh Young Ja.
- Lim Do Yun como Han Ra Bong.

Familia de Kang Mo
- Lee Jung Gil como Go In Soo.
- Geum Bo Ra como Mo Hwa Kyung.
- Park Yun Joon como Goo Woo Joo.

Otros
- Choi Sung Min como Kim Sang Chul.
- Kim Tae Han como Agente Hong.
- Shin Ba Leum como Kim Joo Lim.
- Kim Dan Bi como Park Joo Lim.
- Lee Joo Suk como Jin Jung Hwan.
- Mi Sang como Oh Young Sook.
- Park Cho Eun como Secretario de Kang Mo.
- Ha Yun Woo como Secretario de Kang Mo.
- Oh Hee Joong.
- Ahn So Rim.
- Kim Jin Wook.

Apariciones especiales
- Kim Mi Ryu como Yeok Sool In.
- Kim In Tae como Chun Hee Jang.
- Kan Mi Yun como Oh Bit Na.
- Ye Soo Jung como Hyun Mi Sook.

## Emisión internacional
- Singapur: Oh!K.
- Taiwán: GTV.